# Rana cascadae
Rana cascadae is een kikker uit de familie echte kikkers (Ranidae). De soort werd voor het eerst wetenschappelijk beschreven door James Rodenburg Slater in 1939. Later werd de wetenschappelijke naam Aurorana cascadae gebruikt.

## Uiterlijke kenmerken
Deze soort wordt ongeveer zes tot zeven centimeter lang, de vrouwtjes worden gemiddeld iets langer dan mannetjes. De kleur is licht- tot donkerbruin met kleine, ronde donkere vlekjes op de rug, een grote vlek aan de slaap en vergrote trommelvliezen. De stevige poten zijn licht gebandeerd en van andere soorten die in deze streken leven zijn ze te onderscheiden door een relatief gladdere huid. De buik is witgeel, evenals de onderzijde van de poten en ook de onderzijde van de flanken is lichtbruin tot witgeel.

## Verspreiding en habitat
Het verspreidingsgebied ligt in de Verenigde Staten in het Cascade Range in de staten Oregon en Washington aan de westkust van het land, tot aan de grens met Californië. De habitat bestaat uit poeltjes, stroompjes en bergmeertjes en de kikker wordt tot boven de 2500 meter aangetroffen, hoog in de bergen vlak bij de boomgrens. Hoewel het klimaat hier koeler en droger is, wordt de waterkant opgezocht tussen de oevervegetatie waar het vochtig blijft. Deze soort is dagactief, het voedsel bestaat uit allerlei ongewervelden zoals insecten.

## Bedreigingen
Het gaat niet goed met deze soort; in veel gebieden is Rana cascadae al verdwenen en in andere streken zijn slechts geïsoleerde populaties over. De reden van de achteruitgang van de kikker is niet alleen landschapsvernietiging door de mens maar ook de introductie van exoten die de kikkers verdringen hebben een negatieve invloed.